# Nagroda BSFA dla najlepszej powieści
Nagroda BSFA dla najlepszej powieści – literacka nagroda, przyznawana dla najlepszej powieści science-fiction przez British Science Fiction Association. Nominowani i nagradzani ogłaszani są na podstawie głosowań przeprowadzonych wśród członków stowarzyszenia.

## Nagrodzeni
| Rok  | Autor                  | Tytuł                                                  |
| ---- | ---------------------- | ------------------------------------------------------ |
| 1969 | John Brunner           | Wszyscy na Zanzibarze (Stand on Zanzibar)              |
| 1970 | John Brunner           | The Jagged Orbit                                       |
| 1971 | Brian W. Aldiss        | Krążenie krwi... (The Moment of Eclipse)               |
| 1972 | nie przyznano          | nie przyznano                                          |
| 1973 | Arthur C. Clarke       | Spotkanie z Ramą (Rendezvous with Rama)                |
| 1974 | Christopher Priest     | Odwrócony świat (Inverted World)                       |
| 1975 | Bob Shaw               | Orbitsville                                            |
| 1976 | Michael G. Coney       | Brontomek!                                             |
| 1977 | Ian Watson             | The Jonah Kit                                          |
| 1978 | Philip K. Dick         | Przez ciemne zwierciadło (A Scanner Darkly)            |
| 1979 | J.G. Ballard           | Fabryka bezkresnych snów (The Unlimited Dream Company) |
| 1980 | Gregory Benford        | Timescape                                              |
| 1981 | Gene Wolfe             | Cień kata (The Shadow of the Torturer)                 |
| 1982 | Brian W. Aldiss        | Wiosna Helikonii (Helliconia Spring)                   |
| 1983 | John Sladek            | Tik-Tok                                                |
| 1984 | Robert Holdstock       | Las ożywionego mitu (Mythago Wood)                     |
| 1985 | Brian W. Aldiss        | Zima Helikonii (Helliconia Winter)                     |
| 1986 | Bob Shaw               | Kosmiczna przeprowadzka (The Ragged Astronauts)        |
| 1987 | Keith Roberts          | Gráinne                                                |
| 1988 | Robert Holdstock       | Lawondyss                                              |
| 1989 | Terry Pratchett        | Piramidy (Pyramids)                                    |
| 1990 | Colin Greenland        | Take Back Plenty                                       |
| 1991 | Dan Simmons            | Zagłada Hyperiona (The Fall of Hyperion)               |
| 1992 | Kim Stanley Robinson   | Czerwony Mars (Red Mars)                               |
| 1993 | Christopher Evans      | Aztec Century                                          |
| 1994 | Iain M. Banks          | Qpa strachu (Feersum Endjinn)                          |
| 1995 | Stephen Baxter         | Statki czasu (The Time Ships)                          |
| 1996 | Iain M. Banks          | Excession                                              |
| 1997 | Mary Doria Russell     | Wróbel (The Sparrow)                                   |
| 1998 | Christopher Priest     | The Extremes                                           |
| 1999 | Ken MacLeod            | The Sky Road                                           |
| 2000 | Mary Gentle            | Ash: A Secret History                                  |
| 2001 | Alastair Reynolds      | Migotliwa wstęga (Chasm City)                          |
| 2002 | Christopher Priest     | Rozłąka (The Separation)                               |
| 2003 | Jon Courtenay Grimwood | Fellahowie (Felaheen)                                  |
| 2004 | Ian McDonald           | Rzeka bogów (River of Gods)                            |
| 2005 | Geoff Ryman            | Tlen (Air)                                             |
| 2006 | Jon Courtenay Grimwood | End of the World Blues                                 |
| 2007 | Ian McDonald           | Brasyl                                                 |
| 2008 | Ken MacLeod            | The Night Sessions                                     |
| 2009 | China Miéville         | Miasto i miasto (The City & the City)                  |
| 2010 | Ian McDonald           | Dom derwiszy (The Dervish House)                       |
| 2011 | Christopher Priest     | The Islanders                                          |
| 2012 | Adam Roberts           | Jack Glass: The Story of a Murderer                    |
| 2013 | Ann Leckie             | Zabójcza sprawiedliwość (Ancillary Justice)            |
| 2013 | Gareth L. Powell       | Ack-Ack Macaque                                        |
| 2014 | Ann Leckie             | Zabójczy miecz (Ancillary Sword)                       |
| 2015 | Aliette de Bodard      | The House of Shattered Wings                           |
| 2016 | Dave Hutchinson        | Europa w zimie (Europe in Winter)                      |
| 2017 | Nina Allan             | The Rift                                               |
| 2018 | Gareth L Powell        | Embers of War                                          |
| 2019 | Adrian Tchaikovsky     | Children of Ruin                                       |
| 2020 | N.K. Jemisin           | The City We Became                                     |
| 2021 | Adrian Tchaikovsky     | Shards of Earth                                        |
| 2022 | Adrian Tchaikovsky     | City of Last Chances                                   |
| 2023 | Juliet E. McKenna      | The Green Man’s Quarry                                 |
| 2024 | Aliya Whiteley         | Three Eight One                                        |